# Dalby (oostelijk deel)
Dalby (oostelijk deel) (Zweeds: Dalby (östra delen)) is een småort in de gemeente Orust in het landschap Bohuslän en de provincie Västra Götalands län in Zweden. Het småort heeft 77 inwoners (2005) en een oppervlakte van 19 hectare. Het småort bestaat uit het oostelijk deel van de plaats Dalby.